# توني إيورداتش
توني إيورداتش (بالرومانية: Toni Iordache)‏ هو موسيقي روماني، ولد في 17 ديسمبر 1942 في Bâldana ‏ في رومانيا، وتوفي في 1988.

## وصلات خارجية
- توني إيورداتش على موقع ميوزك برينز (الإنجليزية)
- توني إيورداتش على موقع ديسكوغز (الإنجليزية)